# Tony Hawk's Underground 2
Pour les articles homonymes, voir Underground.
 (octobre 2019).
Si vous disposez d'ouvrages ou d'articles de référence ou si vous connaissez des sites web de qualité traitant du thème abordé ici, merci de compléter l'article en donnant les références utiles à sa vérifiabilité et en les liant à la section « Notes et références ».
Tony Hawk's Underground 2 (THUG 2) est un jeu vidéo de skateboard sorti en 2004 et fonctionne sur GameCube, PlayStation 2, Windows et Xbox. Le jeu a été édité par Activision puis développé par Neversoft, il fait partie de la série des Tony Hawk's.
Le 18 mars 2005 est sorti une version pour PSP appelée Tony Hawk's Underground 2: Remix.

## Système de jeu
Tony Hawk's Underground 2 est très similaire aux précédents épisodes de la série. Le joueur créé un skater à son image et le fait évoluer dans des environnements modélisés en 3D particulièrement bien pensés pour enchaîner les combos. Il doit se promener dans des maps immenses pour trouver des objectifs et si possible les remplir. La plupart de ces objectifs demanderont au joueur d'accomplir différents tricks, de faire certains scores ou combos, voire d'atteindre des endroits sur la carte.
En réponse aux fans déçus par le scénario et le mode Histoire introduits dans Tony Hawk's Underground[réf. nécessaire], Neversoft a remis au goût du jour le mode classique où le joueur doit, comme auparavant remplir 10 objectifs, avec toujours 2 minutes maximum par objectif. Les niveaux débloqués dans ce mode ne sont pas accessibles dans le mode « story ».

## Niveaux de jeux
- Entraînement (tiré de Tony Hawk's Skateboarding)
- Boston
- Barcelone
- Berlin
- Sydney
- Nouvelle-Orléans
- Skatopia

### Niveaux Bonus
- Philadelphie (de Tony Hawk's Pro Skater 2)
- Aéroport (de Tony Hawk's Pro Skater 3)
- Le Triangle (île des Bermudes)
- Canada (de Tony Hawk's Pro Skater 3)
- Downhill Jam (de Tony Hawk's Skateboarding)
- Pro Skater level (Base alienne/Temple Maya/Enfer)
- Los Angeles (de Tony Hawk's Pro Skater 3)
- École (de Tony Hawk's Skateboarding)

## Nouveaux tricks
Comme à chaque nouvelle version, de nouveaux tricks ou combos apparaissent :
- Natas Spin : le skater fait tourner sa planche autour d'objets telles les poubelles ou les bornes d'incendies.
- Tagging : le joueur peut taguer un mur pour marquer son territoire, il peut le faire à pied ou pendant un combo.
- Destruction Bonus : le joueur gagne des points supplémentaires pour avoir détruit certains objets.
- Throwing Objects : le joueur peut lancer des objets trouvés par terre comme des bombes de peinture ou des tomates, s'il vise bien, les passants par exemple, il peut gagner des points.
- Sticker Slap : trick qui replace le Wallplant de Tony Hawk's Underground. Comme le nom l'indique, un autocollant sera apposé sur le mur.

## Mode carrière
Le jeu démarre avec un van noir qui débarque en plein New Jersey et capture le skater incarné. Il se réveille dans une salle aux côtés de skaters pro ainsi que d'Eric Sparrow, on comprend que c'est une suite directe du premier Tony Hawk's Underground. Tony Hawk et Bam Margera se révèlent être les deux kidnappeurs et expliquent aux pros qu'ils ont été sélectionnés pour le « WORLD DESTRUCTION TOUR ». Une compétition de skate autour du monde, fortement influencée par la tendance Jackass entre deux équipes. Une seule règle, l'équipe perdant payera tout le voyage. Tony et Bam forment chacun une équipe :
- Tony : Tony Hawk, Bob Burnquist, Chad Muska, Rodney Mullen, Mike Vallely et le skater incarné.
- Bam : Bam Margera, Eric Koston, Wee Man, Phil Margera (père de Bam), Eric Sparrow et Paulie « Wheel of Fury » Ryan.

Le jeu commence par des didacticiels facultatifs au niveau Entraînement, la carrière démarre réellement à Boston. L'équipe rencontre Jesse James. C'est l'équipe de Bam qui gagne la première manche, grâce à Paulie qui envoie un ouvrier enfermé dans des toilettes dans la mer. L'équipe de Tony subit la « Wheel of Looggie » (roue de l'infortune), qui indique qu'un membre de l'équipe doit partir, cela tombe sur Bob Burnquist. Ceci étant fait, le groupe s'en va en Espagne, à Barcelone.
Arrivés sur place, l'équipe doit décoincer un bateau des filets pour ouvrir un pont menant à la seconde partie du niveau. Un taureau sera même lâché en pleine ville. On retrouve également Steve-O sur un taureau mécanique. C'est l'équipe de Tony qui gagne la manche. La roue tombe sur une case indiquant que les rookies (plus jeunes skaters) doivent changer d'équipe. Ainsi le skater incarné se retrouve dans l'équipe de Bam pour les prochaines manches. De plus, une vidéo est de Bam et Eric Koston mettant un taureau dans la chambre de Phil à Boston est diffusée aux informations sur CNN. Le monde est désormais au courant du « WORLD DESTRUCTION TOUR ». Tout le monde décide donc de partir de Barcelone, pour aller à Berlin.
La partie va se dérouler dans le centre-ville de Berlin, près d'une église et d'une galerie d'art moderne. Cette partie est gagnée par l'équipe de Tony Hawk, grâce à Eric Sparrow qui réussit à s'écraser contre un stand à hot-dog. La Wheel of Looggies tombe sur la case « comme la manche précédente », ce qui signifie que les rookies rechangent d'équipe, permettant au skater incarné de réintégrer l'équipe de Tony. Puis, un certain Nigel Beaverhausen débarque de nulle part, cherchant à produire un film sur le W.D.T., en filmant tout le monde sur chacune de leurs étapes... proposition refusée par le groupe (on voit une photo de Nigel, sans pantalon, attaché avec du scotch sur son van). Tout le monde part en Australie, avant de décider d'aller « faire un arrêt » à Bangkok, en Thaïlande. Quelques photos de leur exploits son montrées, puis le groupe atterrit à Sydney.
Enfin revenu dans son équipe d'origine, la manche commence, et finit en match nul, jusqu'à ce qu'un enfant vient demander a Tony de lui dédicacer une vidéo. Il s'avère que c'est Nigel qui en est à l'origine, et qu'il se trouve à Sydney. Pour s'en débarrasser, le skater incarné et Eric Sparrow se déguisent en Nigel, le but étant de se mettre le plus possible la population australienne à dos, et celui qui y arrive le mieux fera gagner son équipe. Le skater incarné dérange les ouvriers et les filles qui bronzent sur la plage, et la population se révolte contre le vrai Nigel, qui se laisse suspendre par le grutier. À cause de la roue de l'infortune, Eric Sparrow se fait éliminer, étant le dernier à avoir marqué des points pour son équipe. Malgré ses supplications, il doit rentrer à New Jersey City, et Nigel s'écrase sur lui. Tout le groupe par faire la fête et la prochaine manche pour Mardi Gras, à la Nouvelle-Orléans.
C'est la fête ! Un clown sur un char lance des colliers de perle à des filles complètement ivres en pleine rue ! Mais, à partir de ce niveau, le jeu part vraiment dans le surréalisme. Les cryptes du cimetière s'ouvriront, relâchant les âmes qui prendront possession des passant (les transformant en zombies) et ouvrant une porte pour l'enfer. Nigel Beaverhausen est de retour, et les skateurs apprennent qu'il les a filmés à leur insu à la Nouvelle-Orléans. Il propose un deal aux skaters : ils lui fournissent une vidéo de la prochaine et dernière manche et il s'engage à payer la note des dégâts causées par toute l'équipe durant toute la tournée, qui s'élève à plus de 21 millions de dollars. L'équipe accepte sur le champ La manche est gagnée par l'équipe de Bam. Il lance la Wheel of Looggies et tombe sur l'Égalisateur. L'équipe de Tony doit faire une cascade complètement déjantée pour remporter la manche. Ils y parviennent, mais Chad, Mike et Rodney se font arrêter à la suite de leur vol d'un hélicoptère de la police. Il ne reste que Tony et la skater incarné pour la dernière manche, à Skatopia.
Pour parvenir à gagner cette ultime manche, Tony et le skater incarné seront rejoints par Ryan Sheckler, et une légende urbaine : Bigfoot. Puis la manche est gagnée par Bam, qui décide de tout faire exploser dans un immense feu d'artifice. Tony récupère les chiens avant de l'endroit ne se transforme en champ de ruines. Enfin, Bam, voyant que le skater incarné est toujours en haut de Skatopia, lui dit que s'il parvient à sortir du park en un combo, son équipe gagnera le WORLD DESTRUCTION TOUR. Une fois l'objectif atteint, la cinématique finale démarre : Skatopia est en feu, ce qui rend Bam très émotif et heureux, malgré le fait que la compétition est gagnée par l'équipe de Tony. Mike, Rodney et Chad les rejoignent, leur caution étant payée. Puis Nigel débarque, demandant la cassette vidéo de la manche, cassette finalement donnée par Bam. Nigel commence une interview en direct sur CNN, introduit le sujet du WDT et démarre la cassette, qui montre en fait Phil Margera aux toilettes, réclamant du papier toilettes. Le visage de Nigel se décompose, sa notoriété est ruinée. La cinématique se termine par Tony qui prend le micro de Nigel, s'adressant au monde qu'il aimerait leur laisser un souvenir, et Bam baisse le pantalon de Nigel, le tout filmé en direct par les caméras.

## Skaters Pros
- Tony Hawk
- Bam Margera
- Chad Muska
- Eric Koston
- Rodney Mullen
- Mike Vallely
- Bob Burnquist
- Ryan Sheckler
- Eric Sparrow (personnage fictif du premier opus)

## Skaters invités / Skaters bonus
- Benjamin Franklin
- Steve-O
- Natas Kaupas
- Nigel Beaverhausen
- Jesse James
- Phil Margera (père de Bam)
- Paulie « Wheels of Fury » Ryan
- Wee-Man
- Graffiti Tagger
- Bull Fighter
- Bigfoot
- Boat Captain
- Soldat de Call of Duty
- Jester
- Kevin skater
- Shrek
- Shrimp Vendor
- The Hand
- Tony Hawk de THPS 1
- Docteur Voodoo
- Groupe de passants

## Bande son
(54 pistes)
- 25 Ta Life – Over the Year
- 3 Inches of Blood – Deadly Sinners
- Aesop Rock – No Jumper Cables (DJ Pawl remix)
- Atmosphere – Trying to Find a Balance
- Audio Two – Top Billin'
- Brand Nubian – Punks Jump up to Get Beat Down
- Camaros – Cheesecake
- Cut Chemist – Drums of Fire
- Das Oath – Awesome Rape"al
- Dead Boys – Sonic Reducer
- Dead End Road – Sin City
- Disturbed – Liberate
- Diverse – Certified
- Faith No More – Mid Life Crisis
- Fear – I Love Livin' in the City
- Frank Sinatra – That's Life
- Grand Puba – I Like It
- Handsome Boy Modeling School – Holy Calamity
- Jimmy Eat World – Pain
- Johnny Cash – Ring of Fire
- Joy Division – Warsaw
- Lamb of God – Black Label
- Less Than Jake – That's Why They Call It a Union
- Libretto – Volume
- Living Legends ft. Atmosphere's MC Slug – Night Prowler
- Melbeatz ft. Kool Savas – Grind On
- Melvins – Sweet Willy Rollbar
- Metallica – Whiplash
- Mike V & the Rats – Never Give Up
- Ministry – No W
- Nebula – So It Goes
- Operatic – Interested in Madness
- Pete Rock & CL Smooth – Soul Brother #1
- Rancid – Fall Back Down
- Red Hot Chili Peppers – The Power of Equality
- Steel Pulse – Born Fe Rebel
- Sugarhill Gang – Rappers Delight
- The Casualties – Unknown Soldier
- The D.O.C. – Whirlwind Pyramid
- The Distillers – Beat Your Heart Out
- The Doors – Break on Through (to the Other Side)
- The Explosion – Here I Am
- The Germs – Lexicon Devil
- The Hiss – Back on the Radio
- The Living End – End of the World
- The Ramones – Rock 'n' Roll High School
- The Stooges – 1970
- The Suicide Machines – High Anxiety
- Ultramagnetic MCs – Ego Trippin'
- Violent Femmes – Add It Up
- Ween – It's Gonna Be a Long Night
- X – Los Angeles
- Zeke – Long Train Runnin'

## Versions

### Remix
Tony Hawk's Underground 2 Remix sur PSP ressemble beaucoup à la version PC, à laquelle il a été ajouté de nouveaux niveaux. Cependant, des vidéos et des voix ont été supprimées pour réduire la consommation de la batterie et de la mémoire.
THUG2 Remix a été porté sur PSP par Shaba Games, les mêmes qui avaient porté la version de Tony Hawk's Pro Skater 3 sur PlayStation.

### Special Edition(Xbox)
Une version de la Xbox personnalisée Tony Hawk's Underground 2 et dénommée Special Edition Xbox a vu le jour en octobre 2004, en partenariat avec Activision et un magazine en ligne de skateboard, Caught in the Crossfire au Royaume-Uni. Cette console a été réservée au gagnant de la compétition de skateboard organisée pour célébrer la sortie sur Xbox du jeu. Le design extérieur de la console est un tag dessiné à la main à la bombe, avec une couche de laque. Le dessin recouvre le haut de la boite et se poursuit sur le X dans les coins, une production très limitée (10 exemplaires) et interdite à la revente (« Not For Resale »). Avec la console, se trouvait également une manette Crystal Controller S et une copie de l'autographe de Tony Hawk[Quoi ?] sur la boite de jeu Tony Hawk's Underground 2.

### Version Game Boy Advance
Tony Hawk's Underground 2 est aussi le nom du portage du jeu sur Game Boy Advance. Il a été développé par Vicarious Visions et est sorti en 2004.